# Lanao Lacus
 (mai 2012).
Si vous disposez d'ouvrages ou d'articles de référence ou si vous connaissez des sites web de qualité traitant du thème abordé ici, merci de compléter l'article en donnant les références utiles à sa vérifiabilité et en les liant à la section « Notes et références ».
Lanao Lacus est un lac de Titan, satellite naturel de Saturne.

## Caractéristiques
Son diamètre est de 34,5 km.
Le nom de ce lac a été donné en référence au lac Lanao, un lac des Philippines.